# Ligne d'Airvault-Gare à Moncontour
La ligne d'Airvault-Gare à Moncontour, dite aussi ligne d'Airvault à Moncontour-de-Poitou est une ancienne ligne de chemin de fer française déclassée et déposée. 
Cette courte antenne, longue de 15 km, située dans les départements des Deux-Sèvres et de la Vienne se débranchait de la ligne de Chartres à Bordeaux-Saint-Jean en gare d'Airvault et s'embranchait sur la ligne de Poitiers à Arçay en  gare de Moncontour-de-Poitou.
Elle constitue la ligne no 575 000 du réseau ferré national.

## Histoire
La Compagnie des chemins de fer des Charentes s'intéresse à ce tracé en 1875. L'idée est reprise par l'Administration des chemins de fer de l'État qui prévoit de l'intégrer dans une ligne de Paris à Bordeaux. La ligne d'Airvault à Moncontour-de-Poitou est reconnue d'utilité publique le 7 avril 1879.
C'est l'État qui prend en charge la construction. Sur la dernière partie de son tracé, la ligne occupe 3 260 mètres linéaires sur le territoire de la commune de Moncontour ; en juillet 1881 le chantier d'infrastructure est en phase d'achèvement. Au début de l'année 1883, l'embranchement avec la ligne de Niort à Montreuil-Bellay est en cours de réalisation comme le sont également la gare de Moncontour et le raccordement, long de 824 m, avec la ligne de Poitiers à Saumur. L'État met la ligne en service le 7 avril 1884 et gère son exploitation.
Au mois d'août 1885, l'ingénieur chargé du contrôle signale qu'au 31 janvier une décision ministérielle a approuvé le projet de création d'une halte à proximité du bourg d'Airvault mais que les travaux n'ont pas débutés ; que les aménagements de la gare d'Airvault pour le service de la ligne de Moncontour, approuvés le 4 février n'ont également pas débuté ; et que par contre le chantier d'installation d'un « chargeoir à bestiaux » à la station de Saint-Jouin-de-Marnes est terminé.
La toute jeune Société nationale des chemins de fer français (SNCF) ferme le service des voyageurs le 15 mai 1939, puis celui des marchandises le 1er septembre 1941. La ligne est déclassée dans sa totalité par décret le 12 novembre 1954,.

## Caractéristiques
Ce court embranchement, à voie unique, est long de 15 kilomètres, avec un profil ayant des pentes au maximum 10 ‰.

## État actuel
La ligne est déposée depuis une date indéterminée.